# (20960) 1971 UR
1971 يو أر (ويعرف أيضًا باسم (20960) 1971 يو أر وفق تسمية الكوكب الصغير) (بالإنجليزية: 1971 UR)‏ هو كويكب ضمن حزام الكويكبات؛ وترتيبه 20960 من حيث الاكتشاف.
اكتُشف هذا الجُرم الفلكي بواسطة لوبوش كوهوتك في 26 أكتوبر 1971.

## وصلات خارجية
- (20960) 1971 UR في قاعدة بيانات مختبر الدفع النفاث لأجرام النظام الشمسي الصغيرة

- الاكتشاف · مخطط المدار ·  العناصر المدارية · المعلمات المادية

- (20960) 1971 UR على موقع ويكي سكاي: DSS2, SDSS, GALEX, IRAS, Hydrogen α, X-Ray, Astrophoto, Sky Map, Articles and images